# Луцій Валерій Клавдій Поблікола Бальбін Максим
Луцій Валерій Клавдій Поблікола Бальбін Максим (лат. Lucius Valerius Claudius Poplicola Balbinus Maximus, ? — після 260) — державний та військовий діяч Римської імперії, консул 253 року.

## Життєпис
Походив з патриціанського роду Валеріїв. Син Луція Валерія Клавдія Ацилія Прісциліана Максима, консула 233 року. Свою кар'єру розпочав у війську, на чолі загону кінноти. Після цього обіймав посаду триумвіра, займаючись облаштування в'язниць. Потім призначається імператорським кандидатом на посаду квестора. Приблизно у 240 році стає імператорським кандидатом на посаду претора-тутелаія (відповідав за питання опіки).
Приблизно у 241 році призначений імператорським легатом-пропретором до провінції Азія. У 253 році став консулом (разом з імператором Волузіаном). З 254 до 260 року обіймав посаду куратора міст Лаврентія та Лавінія, а також був помічником імператорського суду. Згодом призначений на посади куратора з постачання води й зерна до Риму, куратора Фламінієвої дороги.

## Родина
- Луцій Валерій Мессала, консул 280 року